# Pottenstein, Bayreuth
Pottenstein là một thị xã tại huyện Bayreuth, bang Bayern nước Đức. Đô thị Pottenstein, Bayreuth có diện tích 73,24 km², dân số thời điểm ngày 31 tháng 12 năm 2006 là 5476 người. Đô thị này tọa lạc 23 km về phía tây nam của Bayreuth, và 26 km về phía đông của Forchheim.